# Озёровка (Кемеровская область)
Озёровка — посёлок в Ленинск-Кузнецком районе Кемеровской области. Входит в состав Демьяновского сельского поселения.

## География
Посёлок расположен в центре района, в 8 километрах к северу от райцентра Ленинск-Кузнецкий, там же ближайшая железнодорожная станция, в 2 км от шоссе Кемерово — Ленинск-Кузнецкий. Соседнее село — Демьяновка — в 3,5 км на юго-запад.
Центральная часть населённого пункта находится на высоте 217 метров над уровнем моря.

## Население
По данным Всероссийской переписи населения 2010 года, в посёлке Озёровка проживает 6 человек (4 мужчины, 2 женщины).